# Sono nato da una cicogna
Sono nato da una cicogna (Je suis né d'une cigogne) è un film del 1999 diretto da Tony Gatlif.